# أبلة نظيرة
نظيرة نيقولا المشهورة باسم  أبلة نظيرة (1902-1992)، هي أول من ألف موسوعة عربية في الطبخ وتعتبر من أشهر مؤلفي كتب فن الطهي.

## دراستها للتدبير المنزلي
كانت نظيرة نقولا تدرس في كلية التدبير المنزلي بمصر، وفي عام 1926 قررت وزارة المعارف إرسال بعثات في كافة التخصصات لاستكمال الدراسة العلمية ومن هذه التخخصات التدبير المنزلي، فتم اختيار 14 فتاة من كلية التدبير المنزلي كانت من بينهم نظيرة نقولا للدراسة بجامعة جلوستر بأنجلترا لمدة ثلاث سنوات في فنون الطهي وشغل الإبرة.
وعند عودة نظيرة من البعثة عملت كمدرسة لمادة الثقافة النسوية (التدبير المنزلي) في مدرسة السنية للبنات، وكانت تحث تلميذاتها على حب المطبخ وتزيين المائدة بابسط الاشياء فكانت تعتبر الطهى فن مثل باقى الفنون، وتدرجت إلى أن أصبحت المفتشة العامة بوزارة التربية والتعليم.
ويقول الأبن الأصغر لنظيرة الدكتور صادق ان تلك البعثة وقتها كانت تعد سبقا حيث أنه لم يكن من السهل تقبل الأهل فكرة سفر بناتهن لاستكمال دراستهن في الخارج إلا أن تميزهن العلمي والخلقي فرض الوضع الجديد على الجميع.
وقد اختارت نظيرة نيقولا بعد عودتها من البعثة التفرغ لمجال الطهي والعمل بالتدريس لمادة الثقافة النسوية التي تحول اسمها الآن إلى مادة التدبير المنزلي وكان ذلك في مدرسة السنية للبنات. ومن هنا تفرغت أبلة نظيرة للطهي وأصبح يحتل مساحة كبيرة في حياتها ففي المدرسة كانت تبذل قصارى جهدها لتعليم الفتيات فن الطهي، فالامر لم يكن قاصرا على مجرد تدريس مادة في المنهج ولكنها كانت تحاول أن تجعلهم يحبون ذلك بل ويتفنون في تقديم الجديد، وفي المنزل كانت شديدة الاهتمام بأناقة الطعام مهما كان بسيطا حيث تحرص على الاعتناء بالسفرة وتزينها بالخضروات والفاكهة دائما.
وبعودتها من لندن في ثلاثينيات القرن الماضي جمعتها علاقة بالسيدة بهية عثمان، والتي تخرجت في كلية «بردج هوس» بالعاصمة البريطانية، وشغلت وظيفة المفتشة العامة بوزارة المعارف أيضًا.
ومع ذيوع صيت «نظيرة» داخل الوسط التعليمي أعلنت وزارة المعارف، في الأربعينيات، عن مسابقة لتأليف كتاب في الطهي لاعتماده كمنهج دراسي للفتيات، لتقدم على تلك الخطوة بمشاركة زميلتها «بهية»، وتؤلفان «أصول الطهي» في أكثر من 800 صفحة.
وحسب رواية الكاتب عمر طاهر توجه الثنائي إلى الملكة فريدة لتسليمها الكتاب، والذي جاء في مقدمته سبب التأليف، والذي يكمن في عدم وجود مراجع عربية في هذا المجال ولتنشئة الفتاة على فهم الحياة المنزلية.
لم يهتم الكتاب الفائز بالطبخات بحسب، بل بالمطبخ والأكلات بشكل عام، حيث جاء فيه، من نصائح أبلة نظيرة القائمة على دراستها:
ونقل أن الكتاب اهتم بأرشفة كل الأكلات الممكنة في تاريخ مصر بطريقة بسيطة، ثم اهتم بكل ما هو وراء الطعام، ليعدد بعض النصائح المذكورة مثل «المطبخ الكبير زيادة عن اللزوم تعمه الفوضى سريعًا، لابد أن يكون مطبخ البيت في جهة بحرية حتي يكون متجدد الهواء».
«في كل طعام مطبوخ لابد أن تكون نكهة المادة الأساسية ظاهرة، مهما كانت إمكانياتك لابد أن تكون ألوان الطعام على المائدة متباينة، متعة العين جزء من متعة الطعام، أهم شرط من شروط نجاح الصلصة أن يكون لونها مطابق تماما للون المادة الأساسية فيها».
«مهارة ربة البيت لا تتجلي فقط في الطهي ولكن تتجلي أكثر في مهارات إعادة طهي ما تبقي من بواقي طهي سابق، أدوات المرأة الأساسية إناء ونار، تخلي عن التعقيد في أدوات الطبخ وإن كان ثمة شيء أهم من الإناء والنار في المطبخ فهو ساعة الحائط».
عقب ذلك، قدمت أبلة نظيرة فقرة ثابتة في الراديو، بالتعاون مع الإذاعية صفية المهندس، والتي طلبت أن تكون معها في فقرة ثابتة مع اقترابها من المعاش، ومن التقديم الإذاعي إلى الكتابة، رسالة دورية تحتويها مجلة «حواء»، من أبلة نظيرة بالإضافة إلى وصفاتها الشهية، كل تلك الأبواب فتحت لها مجالا أوسع لتأليف مزيد من الأجزاء للكتاب الأشهر في عالم الطبخ «أبلة نظيرة».
انتشر الكتاب بشدة، وأصبح تجاريا أكثر منه كتابا تعليميا للفتيات في المدارس، فتوقفت وزارة المعارف عن تدريسه للطالبات، ووصل عدد طبعاته إلى 12 نسخة، تعدلها أبلة نظيرة باستمرار، فقد استخدمت في البداية على سبيل المثال مكيال «الرطل»، وهو المستخدم في مصر وإنجلترا آنذاك، ليتغير بعد ذلك إلى «الجرامات»، وهكذا كانت تدخل المكونات الجديدة التي تلائم السفرات المختلفة.
حزنت أبلة نظيرة بعد سخرية سمير غانم من كتابها في مسرحية المتزوجون

## شهرتها في مجال فن الطهي
بعد ذلك تفرغت نظيرة لمجال الطهي وكيفية اعداد وتزيين المائدة، وفاز كتابها (أصول الطهي) التي قامت بتأليفة بالشراكة مع السيدة بهية عثمان والتي تخرجت من كلية بردج هوس بإنجلترا وكانت المفتشة العامة أيضاً بوزارة التربية والتعليم بمصر في مسابقة أعلنت عنها وزارة التربية والتعليم في الاربعينيات من القرن الماضي على مستوى المدارس تشترك فيها مدرسات التدبير المنزلي لتأليف كتاب في الطهي تعتمده الوزارة كمنهج دراسي للفتيات، ومن ثم اتخذ الطابع التجاري بعد أن توقفت الوزارة عن تدريسه وتم طباعتة لتصل عدد الطبعات إلى الثانية عشر تقريباً تم خلالها تعديل الكتاب بما يتوافق مع المكاييل الحديثة حيث أن النسخة الاصلية من الكتاب كانت بمكيال الرطل الذي كان يستخدم في مصر آن ذاك، وهو نظام الأوزان والمقاييس البريطاني الذي كان يستخدم قبل اعتماد النِّظام المتري، وأصبح الكتاب مكون من عدة أجزاء تصل إلي 18 جزء ليصبح موسوعة شاملة لكافة اشكال الطهي.
ومن التدريس وتاليف الكتب انتقلت ابلة نظيرة إلى الإذاعة لينتظرها الكثير من ربات البيوت للاستماع إلى وصفتها الشهية بجانب مشاركتها في مجلة حواء التي استمرت فيها لتقديم وصفات اشهى المأكولات حتى بعد توقف برنامجها.

## وفاتها
توفيت نظيرة نيقولا في عام 1992 عن عمر 90 عاماً، ولأبلة نظيرة ابنة تدعى نجلاء تخصصت في نفس مجال والدتها حيث عملت مدرسة لمادة الاقتصاد المنزلي في مدرسة طه حسين بالإسكندرية وتدرجت إلى أن أصبحت مدير إدارة البيئة بوزارة التربية والتعليم بالإسكندرية.